# 1901年臺灣
|        | 臺灣歷史 \| 台灣歷史年表 |
| 世纪： | 19世纪臺灣 \| 20世纪臺灣 \| 21世纪臺灣 |
| 年代： | 1870年代臺灣 \| 1880年代臺灣 \| 1890年代臺灣 \| 1900年代臺灣 \| 1910年代臺灣 \| 1920年代臺灣 \| 1930年代臺灣                                           |
| 年份： | 1896年臺灣 \| 1897年臺灣 \| 1898年臺灣 \| 1899年臺灣 \| 1900年臺灣 \| 1901年臺灣 \| 1902年臺灣 \| 1903年臺灣 \| 1904年臺灣 \| 1905年臺灣 \| 1906年臺灣 |
| 纪年： | 辛丑年（牛年）、日本明治34年 |

1901年臺灣進行行政區劃調整，改行二十廳制。

## 政府

### 大豹共同體

總頭目：瓦旦·燮促（Watan Syat）

### 大日本帝國

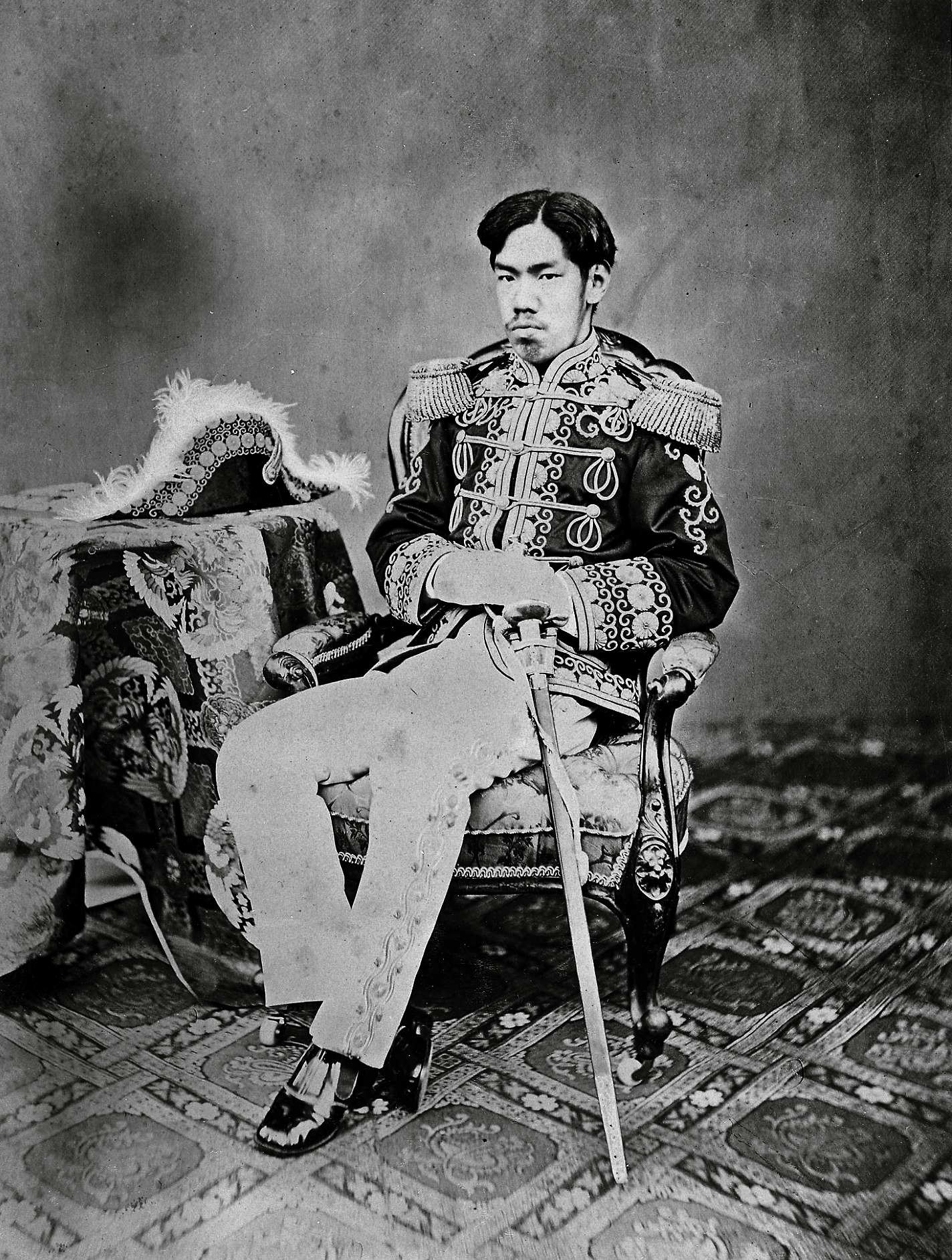
天皇：明治天皇
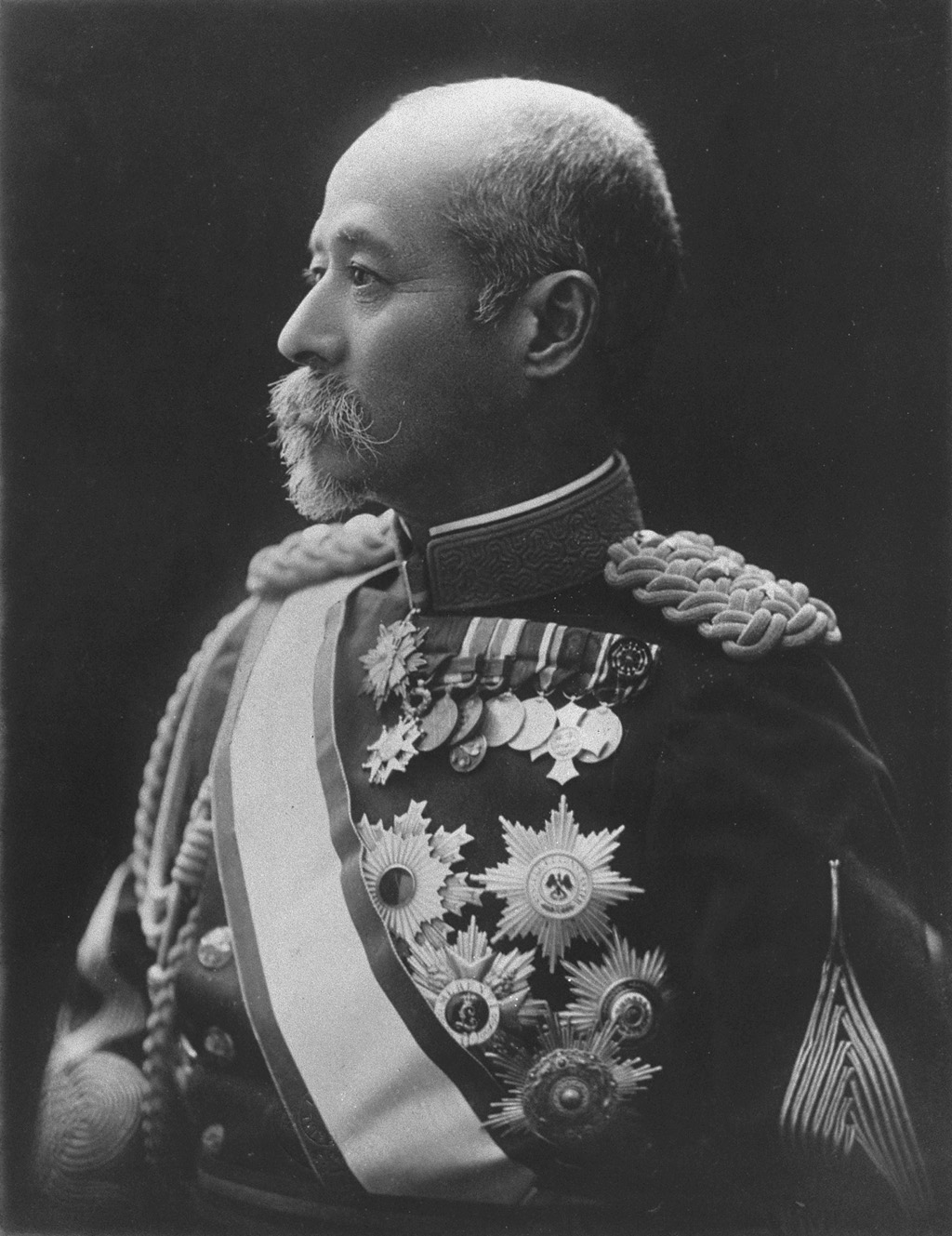
臺灣總督：兒玉源太郎
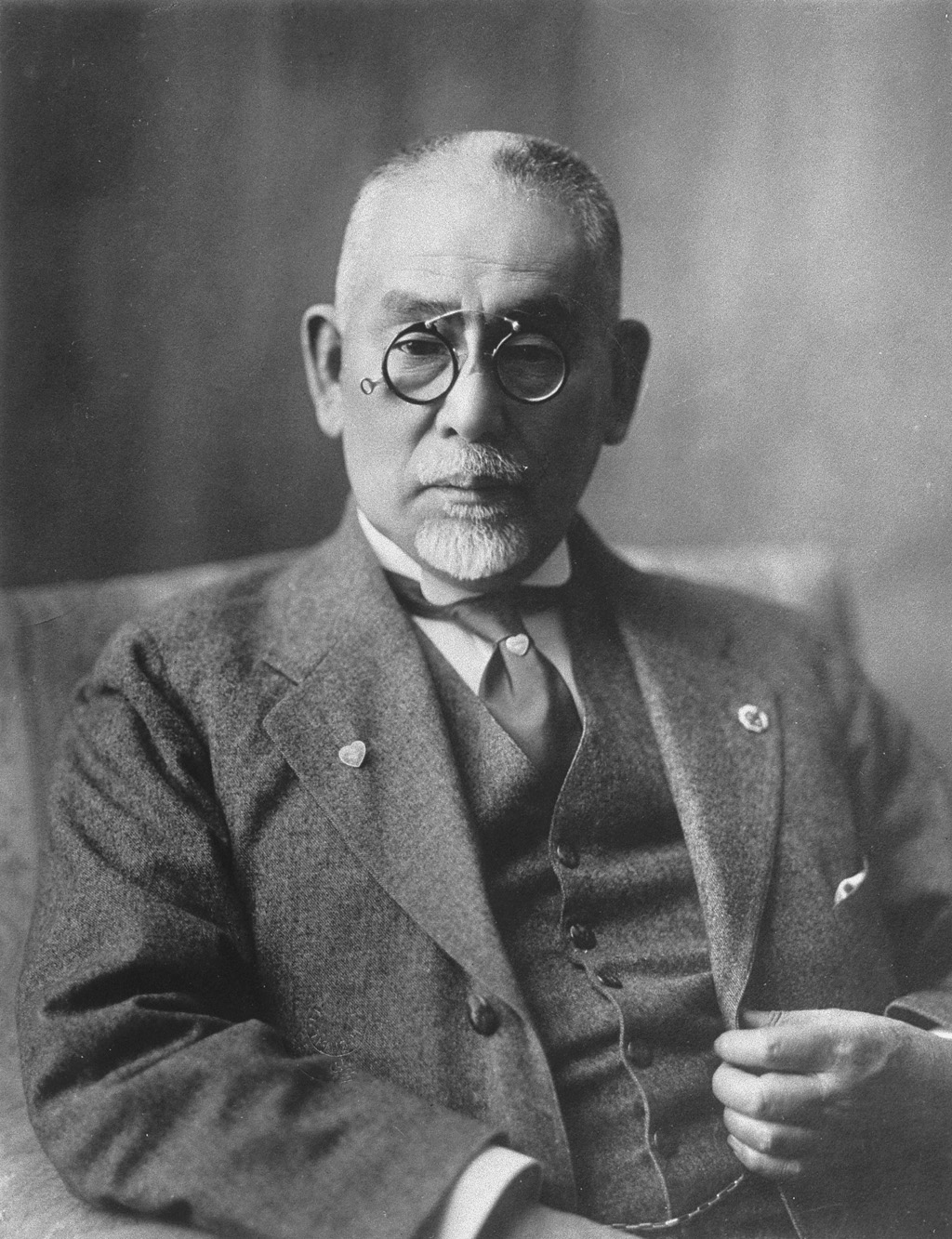
民政長官：後藤新平

## 大事記
- 5月1日——從臺南縣分出恆春廳，全臺行政區劃變成三縣四廳[1]。
- 6月19日——臺灣總督府發布府令第三十九號，於臺東廳底下增設巴塱衛出張所，卑南出張所部分轄區移交給巴塱衛出張所，此外明文表示將紅頭嶼交由卑南出張所管理[2]。
- 9月1日——總督官邸落成。
- 10月25日——公布〈臨時臺灣舊慣調查會規則〉，設置臨時臺灣舊慣調查會[3]:189。
- 11月11日——行政區劃由三縣四廳制改成二十廳制，同時裁撤辨務署[1]。

## 出生
- 1月2日——黃海岱，知名布袋戲操偶藝師及著名布袋戲劇團「五洲園」的創始人。（2007年逝世）
- 6月24日——王添灯，《人民導報》社長、《自由報》社長。卒於二二八事件。（1947年逝世）
- 7月21日——郭柏川，畫家。代表作有《故宮》、《赤崁樓》。（1974年逝世）
- 7月22日——李萬居，政治人物、《公論報》發行人。黨外運動先驅。（1966年逝世）
- 10月17日——謝雪紅，革命家。台灣共產黨創黨成員之一。（1970年逝世）
- 11月25日——莊孟侯，醫師、社會運動參與者。曾任臺灣文化協會執行委員。（1949年逝世）
- 12月16日——呂世明，實業家、政治人物。曾任彰化客運董事長、國大代表、彰化縣縣長。（1992年逝世）

## 逝世
- 1月17日——宋伊莉莎白（Elizabeth Blackburn Ferguson），蘇格蘭長老教會醫師。清領時期來臺傳教，在臺從事醫療宣教工作。（1868年出生）
- 6月2日——馬偕（George Leslie Mackay），醫師與長老教會牧師，於19世紀末期至台灣傳教與行醫。（1844年出生）